# Wheeling Township (Illinois)
Wheeling Township est un township du comté de Cook dans l'Illinois, aux États-Unis,. 